# Relacions de Tamerlà amb la Xina Ming
Tamerlà va mantenir relacions comercials amb la dinastia Ming de la Xina.
El 1394 Tamerlà va enviar una carta a l'emperador xinès en la qual suposadament reconeixia la supremacia xinesa i de l'emperador de la Xina, de qui es declarava un humil vassall. Els historiadors moderns no la consideren una carta autèntica o al menys una carta en què Timur digués la veritat; es improbable que Timur s'hagués declarat vassall de l'emperador xinès. Per tant, és probable que fos una falsificació (del traductor xinès), però també cal considerar que el 1394 estava molt ocupat a la part occidental del seu imperi i podria haver buscat evitar una confrontació abans d'hora; en tot cas la carta té un to massa humil per un conqueridor tan afortunat i reeixit com Timur. La cort xinesa no obstant va tractar la carta com si realment hagués estat escrita per Timur i hi van respondre amb una ambaixada el 1395.
Les relacions amb la Xina Ming van continuar el 1395.
En aquest any la dinatia Ming va enviar una ambaixada a Tamerlà. L'ambaixada anava dirigida per Fu An, Liu Wei, Guo Ji i Yao Chen, amb 1500 soldats, però és el nom de Fu An el mes habitualment citat. En teoria Timur havia escrit una carta en que es declarava vassall. Quan els ambaixadors van arribar portaven una carta en la qual es dirigien a Timur com a servidor de la Xina, aquest es va posar furiós. Els ambaixadors foren detinguts i van passar al servei domèstic de Timur. Fu An va haver d'acompanyar a Timur en les campanyes de 1395 i anys següents (per veure la grandesa del seu imperi) i cap del grup va poder tornar a la Xina en vida de Timur (van poder tornar a la seva mort, més de 10 anys després). El 1406 van retornar a la Xina una desena dels més de 1500 membres originals de l'ambaixada. Curiosament Fu An no va escriure un relat de la seva experiència i l'unic que s'hi acosta són els relats de Chen Cheng escrits uns anys després del retorn de Fu An. Clavijo explica que els ambaixadors xinesos eren asseguts per Timur als llocs mes baixos i els tenia en la pitjor consideració, però Yazdi informa de la recepció de Fu An en termes de molt alt honor, si bé després diu que se’ls va deixar marxar, cosa inconsistent i que devalua el seu relat.